# Hummer H2
A Hummer H2 egy teljes méretű off-road sportterepjáró, amelyet a Hummer márka alatt forgalmaztak és az AM General létesítményében készítettek, a General Motors megbízásából 2002 és 2009 között. E jármű különlegessége abban rejlik, hogy a GMT820 GM háromnegyed tonnás pickup teherautó módosított változatára épült elöl, míg hátul egy féltonnás 1500-as keretet használtak. 2005-ben bemutatták a négyajtós pickup verziót is, amelynek középső része nyitható volt, így összekötve a jármű belső terét a külső rakodótérrel; ezt nevezték H2 SUT-nak (sportutility truck).
A Hummer H2 SUV megjelenése előtt a GM lehetőséget biztosított újságíróknak, hogy megismerkedjenek a fejlesztés alatt álló korai verziókkal 2001 és 2002 folyamán. A Hummer H2-t az AM General készítette az Indiana állambeli Mishawaka-ban található AM General Commercial Assembly Plantben.

## Jellemzők

### Alapfelszereltség
A Hummer H2 számos alapfelszereltséggel rendelkezett, melyek között szerepelt a tri-zónás klímavezérlés, egy állítható, bőrborítású kormánykerék rádióvezérléssel, tempomat, bőr belső tér, fűtött első és hátsó ülések, nyolcfokozatú elektromos állítású első ülések és egy dupla memóriarendszer. A BOSE prémium hangrendszer, valamint CD/cassette lejátszó szintén alapfelszereltség volt; 2004-ben egy hat CD-s váltó is megjelent, majd 2007-re MP3 lejátszási lehetőséggel ellátott egylemezes CD-lejátszó került beépítésre. További figyelemre méltó jellemzők közé tartozik a külső hőmérséklet-figyelő, iránytű és hátsó rádióvezérlés.

### Opciós felszereltség
Az opcionális felszereltségek között megtalálhatók voltak az állítható hátsó felfüggesztés (amely az Adventure csomag része), széles napfénytető, tolatókamera, DVD szórakoztató rendszer és navigációs rendszer. Emellett lehetőség volt létrák, egyedi rácsok és oldalsó lépcsők beszerzésére is. Az Air compressor road assistance kit-tel együtt szintén népszerű opció volt.
A Hummer H2 nemcsak mérete és robusztus megjelenése miatt vonzza a figyelmet; sokan értékelik benne azt az érzést is, amit vezetése közben nyújt. Az off-road képességei mellett kiemelkedő komfortot és eleganciát kínál. A nagyobb városok forgalmában való navigálástól kezdve az extrém terepen való kalandozásig minden helyzetben megállja a helyét.

## A Hummer H2 és H2 SUT 2008-as frissítései

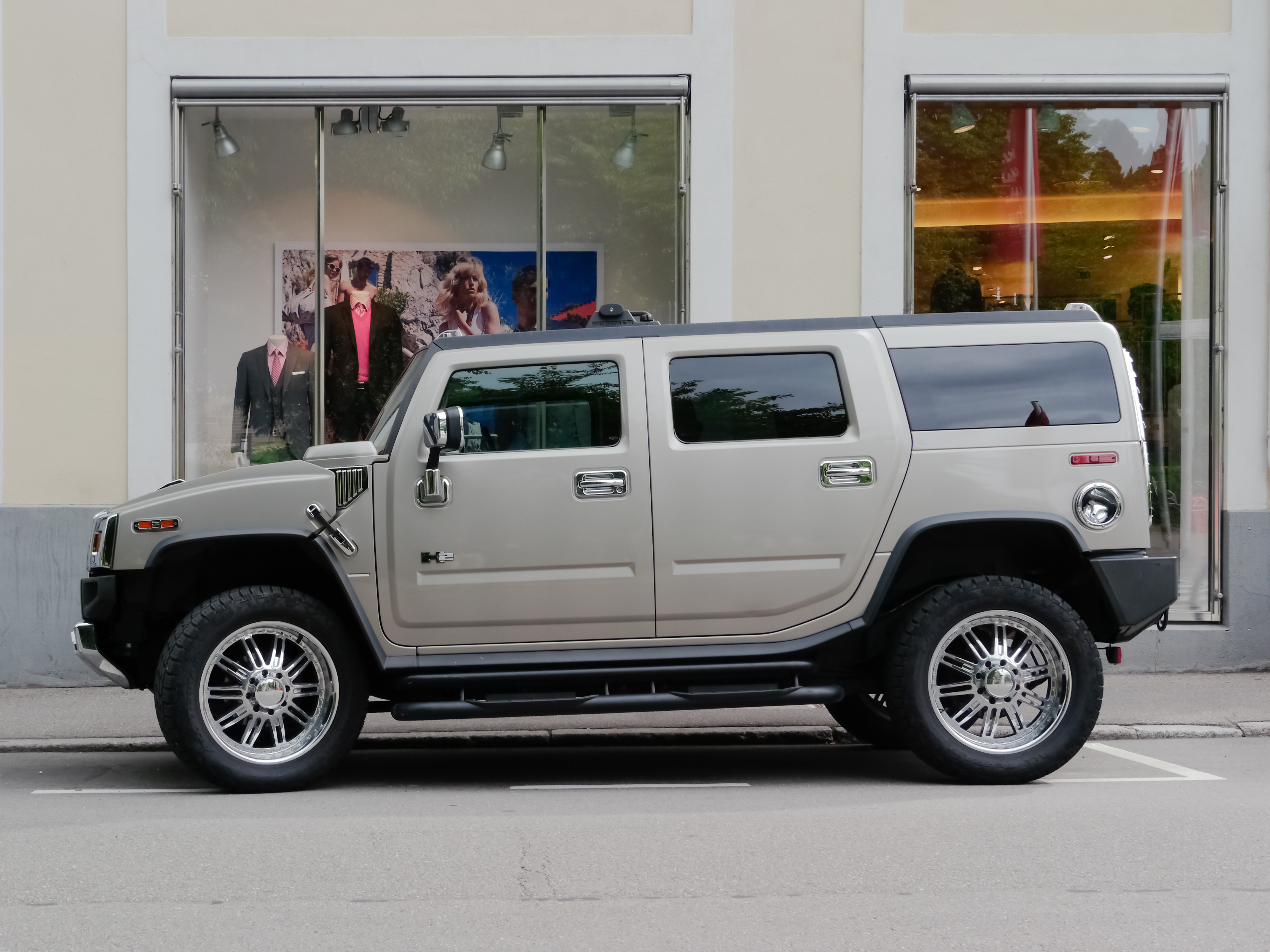
Hummer H2

A Hummer H2 és az H2 SUT mindig is a terepjárók királyának számított, de 2008-ban a gyártó új frissítésekkel igyekezett még vonzóbbá tenni ezeket a modelleket. Az újítások nem csupán esztétikai jellegűek voltak, hanem a technológia és a komfort terén is jelentős előrelépést jelentettek.
A 2008-as modellfrissítés egyik legfontosabb eleme a belső tér teljes átalakítása volt. Bár a külső megjelenés alapvetően változatlan maradt, az utastér számos izgalmas újítással gazdagodott. Az új műszerfal modernizált műszerekkel és egy továbbfejlesztett Driver Information Center (DIC) rendszerrel készült, amely az előző generációs GMT900-as teherautók és SUV-k dizájnjára épült. Az új bőrborítású kormánykerék mellett három új rádió is debütált, köztük egy Bose prémium hangrendszerrel ellátott verzió, amely AUX bemeneteket és GPS navigációt kínált DVD audio- és videolejátszási lehetőséggel. Az élmény fokozása érdekében egy hátsó DVD szórakoztató rendszer is elérhetővé vált, valamint Bluetooth hands-free hívási lehetőség és javított hangvezérlés.

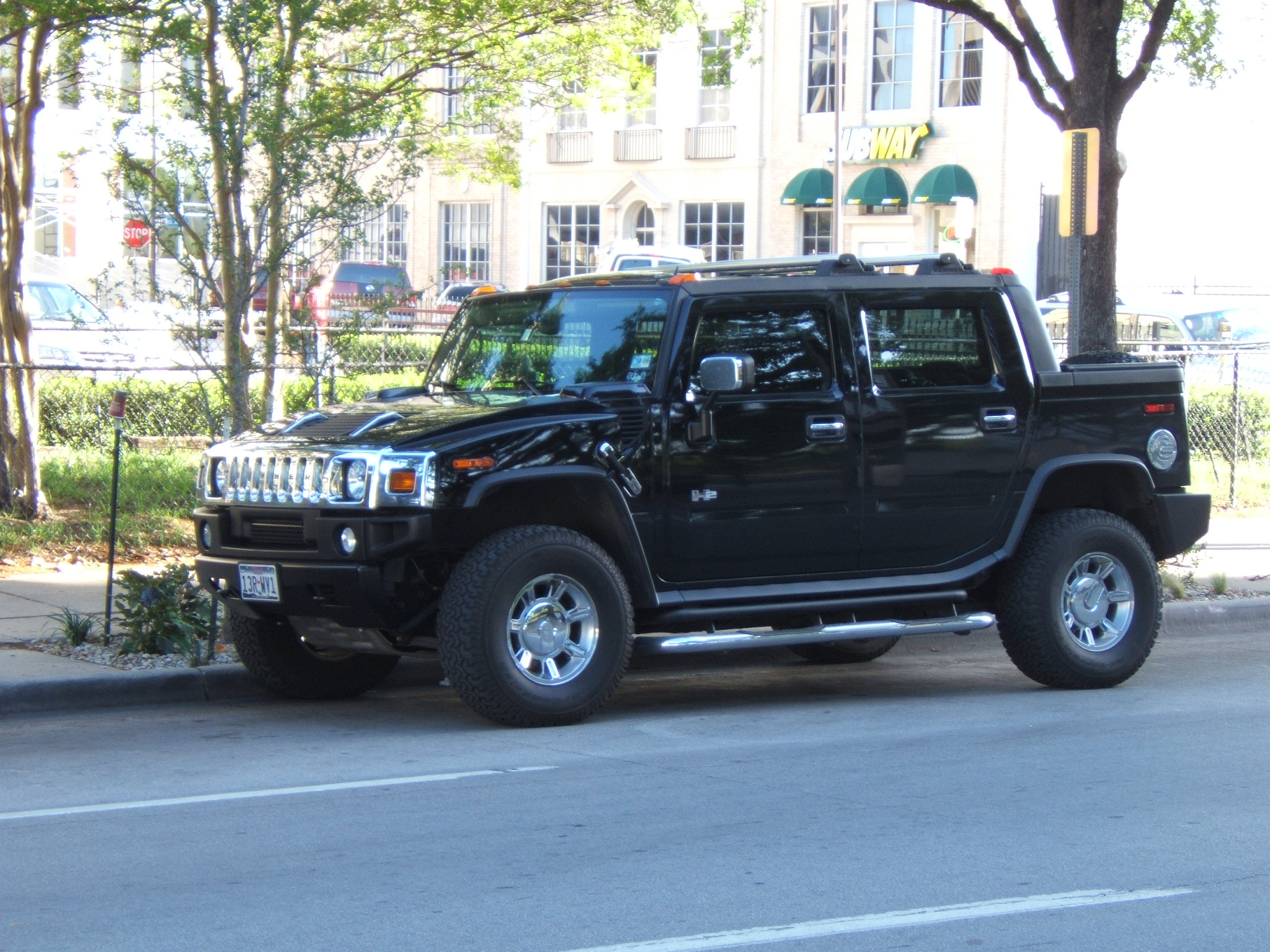
Hummer H2 SUT

A technológia terén is komoly előrelépések történtek. Az OnStar rendszer új hardverrel bővült, amely lehetővé tette a funkciók egyszerűbb elérését az overhead konzol gombjaival. Emellett egy új, alacsonyabb helyzetű rádiót szereltek be a műszerfalra, valamint dupla zónás klímavezérlés került bevezetésre. Az autózás élményét tovább növelte az új 4X4-es rendszer kezelése is; az eddigi nyomógombos megoldás helyett egy új vezérlőgomb került beépítésre. A belső tér dizájnja pedig elegáns alumínium díszítőelemekkel és új színválasztékokkal gazdagodott.
A motorháztető alatt is jelentős változások történtek: a régi 6.0 L-es V8-as motort felváltotta egy vadonatúj 6.2 L-es V8-as motor, amelynek teljesítménye 393 lóerő (293 kW) volt – ez jelentős növekedést jelentett az előző modellhez képest. Ezzel párhuzamosan a korábbi 4L65-E négysebességes automata váltót egy hatsebességes 6L80-E váltóra cserélték.

## Különleges kiadások: Black Chrome Limited Edition
A 2008-as év különlegessége volt a Black Chrome Limited Edition megjelenése is, amely Sedona Metallic színben pompázott. Ez a kiadás fekete króm díszítésekkel és egyedi 20 hüvelykes fekete króm kerekekkel érkezett. Eredetileg e különkiadásból 1,000-1,300 darabot terveztek készíteni, azonban a gyártási leállás miatt mindössze hat példány készült el, amelyek végül nem kerültek forgalomba.

## A H2 és a gépjárművek üzemanyag-fogyasztásának szabályozása
Az autóipar folyamatosan fejlődik, és e fejlődés során számos szabályozás és irányelv kerül bevezetésre. Az üzemanyag-fogyasztás mérése és a gépjárművek környezeti hatásainak csökkentése kiemelt fontosságú kérdések a fenntartható közlekedés szempontjából. A General Motors H2 modellje kapcsán felmerült egy érdekes jogi aspektus: az autógyártónak nem kellett hivatalos üzemanyag-fogyasztási adatokat szolgáltatnia a jármű súlycsoportja miatt.
A Gross Vehicle Weight Rating (GVWR), vagyis a maximális megengedett össztömeg, alapvetően meghatározza, hogy egy gépjármű milyen súlycsoportba tartozik. Az Egyesült Államokban 2011 előtt a Környezetvédelmi Ügynökség (EPA) mentességet biztosított azoknak a járműveknek, amelyek GVWR-je meghaladta a 8,500 fontot (kb. 3,900 kg). Ez azt jelentette, hogy ezekre a nehéz gépjárművekre nem vonatkoztak az üzemanyag-fogyasztásra vonatkozó standardok és tesztelési kötelezettségek. Ez a szabályozás jelentős hatással volt a piacon elérhető nagyobb SUV-k és teherautók terjedésére. A General Motors H2 esetében ez azt is jelenti, hogy az autógyártónak nem kellett nyilvánosan közzétennie az üzemanyag-fogyasztási adatokat. Ezzel szemben sok más gyártó kénytelen volt megfelelni szigorúbb előírásoknak.
A GVWR-rel kapcsolatos mentesség lehetővé tette, hogy a gyártók olyan modelleket fejlesszenek ki, amelyek nagyobb teljesítménnyel rendelkeznek, anélkül hogy félnének az üzemanyag-hatékonyságra vonatkozó szigorú szabályozásoktól. Ennek következtében sok vásárló számára vonzóvá váltak ezek a nagyobb járművek, hiszen azok nagyszerű vezetési élményt kínálnak, miközben gyakran több helyet is biztosítanak. Mindazonáltal fontos megjegyezni, hogy ezek a döntések hosszú távon hatással vannak a környezetre. A nagyobb járművek általában magasabb üzemanyag-fogyasztással rendelkeznek, ami hozzájárulhat az üvegházhatású gázok kibocsátásához és a fosszilis tüzelőanyagok iránti kereslet növekedéséhez.